# Steve Marker
Pour les articles homonymes, voir Marker.
Steven W. Marker est un musicien américain né le 16 mars 1959 à Mamaroneck (État de New York).
Il fait actuellement partie du groupe de rock Garbage. Il a participé à d'autres groupes, dont First Person, The Flying Saucers et Rectal Drip.